# Stefan Jakobielski
Stefan Karol Jakobielski (ur. 11 sierpnia 1937 w Warszawie, zm. 14 października 2024) – polski historyk, archeolog, filolog, epigrafik. Jeden z pionierów nubiologii. Uczestnik badań archeologicznych w Faras, Tell Atrib, Palmyrze, Deir el-Bahari i Qasr Ibrim, kierownik prac prowadzonych w Starej Dongoli.

## Życiorys
Stefan Jakobielski urodził się 11 sierpnia 1937 roku w Warszawie, jego rodzicami byli Karol Jakobielski i Halina z domu Grzymała. Do szkoły średniej – liceum im. St. Małachowskiego – uczęszczał w Płocku. Studia na Uniwersytecie Warszawskim rozpoczął w 1954 roku.
Od początku lat 60. XX wieku brał udział w badaniach wykopaliskowych w Faras prowadzonych przez prof. Kazimierza Michałowskiego. Od 1961 roku uczestniczył w misji jako koptolog, zajmując się dokumentacją i opracowywaniem inskrypcji. Brał udział w kluczowych pracach na stanowisku w Faras – odkryciu katedry z malowidłami w sezonie 1961/62 oraz kolejnych dwóch ekspedycjach: 1962/1963 i 1963/64, uczestnicząc przy transferze malowideł ze ścian katedry i dokumentacji znalezisk, prezentowanych obecnie w Galerii Faras im. Kazimierza Michałowskiego w Muzeum Narodowym w Warszawie. Na początku lat 60. Stefan Jakobielski był zaangażowany w prace na wielu innych stanowiskach archeologicznych. W 1962 roku brał udział w misji w Tell Atrib jako archeolog-epigrafik i w ekspedycji w Palmyrze. W tym samym charakterze pracował na stanowisku Deir el-Bahari w sezonie 1962/63, kiedy trwały badania na górnym dziedzińcu świątyni Hatszepsut oraz wykopaliska na terenie świątyni Totmesa III. W 1968 roku obronił doktorat.
W roku 1966 Stefan Jakobielski został kierownikiem wykopalisk na nubijskim stanowisku archeologicznym w Dongoli, funkcję tę pełnił do 2006 roku. W ramach badań prowadzonych przez polskiego nubiologa odkryty został m.in. Klasztor św. Trójcy (Wielki Klasztor Antoniego). Raporty z wykopalisk Stefan Jakobielski prezentował na łamach „Dongola Studien” oraz rocznika Polish Archaeology in the Mediterranean. Prace Jakobielskiego w Dongoli zostały zwieńczone wystawą w 2006 roku Polskie wykopaliska w Starej Dongoli. 45 lat współpracy archeologicznej z Sudanem w Muzeum Narodowym w Warszawie, której był współkuratorem. Na wystawie znalazły się wypożyczone z muzeum z Chartumu zabytki ruchome odkryte podczas licznych ekspedycji prowadzonych przez Stefana Jakobielskiego.
Od 1972 do 1974 roku na zaproszenie Egypt Exploration Society brał udział w angielsko-amerykańsko-polskiej misji archeologicznej w Qasr Ibrim jako archeolog-epigrafik.
W latach 1974–2002 Stefan Jakobielski pełnił funkcję kierownika Pracowni Nubiologii w Zakładzie Archeologii Śródziemnomorskiej PAN (obecnego IKŚiO PAN), jednocześnie kierował też Pracownią Dokumentacji Architektoniczno-Archeologicznej. Od 1974 do 1989 roku wykładał na Akademii Teologii Katolickiej w Warszawie. W latach 2006–2009 prowadził zajęcia z archeologii w Wyższej Szkole Teologiczno-Humanistycznej w Podkowie Leśnej. Pracownik Instytutu Kultur Śródziemnomorskich i Orientalnych Polskiej Akademii Nauk (IKŚiO PAN).
Był autorem licznych publikacji i wieloletnim redaktorem serii wydawniczych, m.in. Nubia, Études et Travaux, Nubica et Aethiopica i Bibliotheca nubica. Od 2005 roku był współredaktorem czasopisma „Gdańsk Archaeological Museum African Reports”.

## Członkostwo w towarzystwach naukowych
Stefan Jakobielski był jednym z inicjatorów założonego w 1972 Międzynarodowego Towarzystwa Nubiologicznego, w okresie 1978–1986 pełnił funkcję członka zarządu. W 1980 został członkiem korespondentem Niemieckiego Instytutu Archeologicznego (niem. Deutsches Archäologisches Institut, DAI). Stefan Jakobielski należał także do International Association of Egyptologists.

## Odznaczenia i nagrody
W roku 2002 Jakobielski otrzymał najwyższe sudańskie odznaczenie przyznawane cudzoziemcom: Order Dwóch Nilów z Gwiazdą. Został też odznaczony Orderem Odrodzenia Polski. Wraz z Bogdanem Żurawskim otrzymał z rąk dyrektora Sudańskiej Służby Starożytności medal za zasługi w ratowaniu dziedzictwa kulturowego. Obaj zostali także uhonorowani przez władze prowincji Dongola (Medżlis) dyplomami za zasługi w badaniach lokalnego dziedzictwa.

## Wybrane publikacje
Monografie i publikacje książkowe
- Katalog rękopisów orientalnych ze zbiorów polskich, t. 4: Katalog rękopisów egipskich, koptyjskich i etiopskich, dział egipski oprac. T. Andrzejewski; dział koptyjski oprac. S. Jakobielski; dział etiopski oprac. S. Strelcyn; red. S. Strelcyn przy współudz. M. Lewickiego i A. Zajączkowskiego, Warszawa: PWN 1960.
- S. Jakobielski, A history of the bishopric of Pachoras on the basis of Coptic inscriptions, Warszawa: Éditions Scientifiques de Pologne 1972.
- Kazimierz Michałowski, Stefan Jakobielski, Krystyna Keplicz, Faras: wall paintings in the collection of the National Museum in Warsaw, Wydawnictwo Artystyczno-Graficzne, 1974. Brak numerów stron w książce
- Jakobielski, Stefan. Polish Excavations at Old Dongola 1973 and 1974 Seasons, [w:] Études Nubiennes, Colloque de Chantilly 2–6 Juillet 1975, red. J. Leclant, J. Vercoutter, Le Caire: Institut français d'archéologie orientale 1975, s. 127–140.
- A.S. Atiya, Historia Kościołów Wschodnich, przekład zbiorowy, Warszawa 1978 [Wstęp, rozdziały I–VII, XXVII i Epilog przełożył Stefan Jakobielski].
- S. Jakobielski, Christian Nubia at the height of its Civilization, [w:] General History of Africa (UNESCO), vol. III – Africa from the Seventh to the Eleventh Century, Paris – Berkeley, 1988, s. 194–223.
- 50 years of Polish excavations in Egypt and the Near East: acts of the Symposium at the Warsaw University 1986, éd. S. Jakobielski, J. Karkowski, Varsovie: Centre d’Archéologie Méditerranéenne de l’Académie Polonaise des Sciences 1992.
- S. Jakobielski, The Early Christian Period in Nubia, [w:] History of Humanity, Scientific and Cultural Development, vol. III: From the Seventh Century BC to the Seventh Century AD, red.: J. Herrmann, E. Zürcher, chap. 15.2.3, UNESCO Paris, New York 1996, s. 326–331.
- S. Jakobielski, Nubia w okresie chrześcijańskim, [w:] Historia Afryki. Do początku XIX wieku, red. M. Tymowski, Wrocław, Warszawa, Kraków 1996, s. 545–569.
- Dongola-Studien: 35 Jahre polnischer Forschungen im Zentrum des makuritischen Reiches, hrsg. von S. Jakobielski, P. O. Scholz, Warszawa: Zakład Archeologii Śródziemnomorskiej Polskiej Akademii Nauk 2001.
- M. Łaptaś, S. Jakobielski, „Unknown” Mural of the Three Youths in a Fiery Furnace from the Faras Cathedral, [w:] Ars Graeca – Ars Latina, Studia dedykowane Profesor Annie Różyckiej-Bryzek, red. W. Bulsza, L. Sadko, Kraków 2001, s. 75–85.
- Polskie wykopaliska w Starej Dongoli: 45 lat współpracy archeologicznej z Sudanem, tekst Stefan Jakobielski, Małgorzata Martens-Czarnecka, tł. jęz. ang. Barbara Gostyńska, Wiesław Piątkiewicz, tł. jęz. arab. Mahmud El. Tayeb, Warszawa: Muzeum Narodowe 2006.
- S. Jakobielski, J. van der Vliet, From Aswan to Dongola: The Epitaph of Bishop Joseph (died AD 668)*, [w:] Nubian Voices. Studies in Christian Nubian Culture, red. A. Łajtar, J. van der Vliet, Warsaw 2011, s. 15–37.
- S. Jakobielski et alli. Pachoras/Faras. The wall paintings from the Cathedrals of Aetios, Paulos and Petros. Warsaw: PCMA UW; IKŚiO PAN; Muzeum Narodowe w Warszawie 2017.

Wydawnictwa ciągłe
- S. Jakobielski, La liste des évêques de Pakhoras, „Études et Travaux” 1, 1965, s. 151–170.
- Stefan Jakobielski, Grecka inskrypcja fundacyjna katedry w Faras, „Rocznik Muzeum Narodowego w Warszawie”, 10, 1966, s. 99–106.
- S. Jakobielski, Two Coptic Foundation Stones from Faras, [w:] Mélanges offerts à Kazimierz Michałowski, réd. M. L. Bernhardt, Warszawa 1966, s. 103–109
- S. Jakobielski, Some Remarks on Faras Inscriptions, [w:] Kunst und Geschichte Nubiens in christlicher Zeit, red. E. Dinkler, Recklinghausen 1970, s. 29–39.
- S. Jakobielski, Portraits of the Bishops of Faras, [w:] Nubian Studies, Proceedings of the Symposium for Nubian Studies, Selwyn College, Cambridge, 1978, red. J. M. Plumley, Warminster 1982, s. 127–133.
- S. Jakobielski, Nubian Christian Architecture, „Zeitschrift für Ägyptische Sprache und Altertumskunde”, Bd. 108,1981, s. 33–48.
- S. Jakobielski, Remarques sur la chronologie des peintures murales de Faras aux VIIIe et IXe siècles, [w:] Nubia Christiana I, red. S. Jakobielski, Warszawa 1982, s. 142–172.
- Stefan Jakobielski, Adam Łajtar, Ein Glaubensbekenntnis aus Alt Dongola (Sudan), „The Journal of Juristic Papyrology”, 27, 1997, s. 7–26.
- S. Jakobielski, The inscriptions, ostraca and graffiti, [w:] Soba, Archaeological Research at a Medieval Capital on the Blue Nile, Memoirs of the BIEA, red. D.A. Welsby, C.M. Daniels, nr 12, London 1991, s. 274–296.
- S. Jakobielski, 35 Years of Polish Excavations at Old Dongola. A Factfile, [w:] Dongola-Studien, 35 Jahre polnischer Forschungen im Zentrum des makuritischen Reiches, red. S. Jakobielski, P. Scholz, „Bibliotheca nubica et aethiopica” vol. 7, Warszawa-Wiesbaden, 2001, s. 1–48.
- S. Jakobielski, Das Kloster der Heiligen Dreifaltigkeit. Bauphasen des nordwestlichen Anbaus, [w:] Dongola-Studien, 35 Jahre polnischer Forschungen im Zentrum des makuritischen Reiches, red. S. Jakobielski, P. Scholz, „Bibliotheca nubica et aethiopica” vol. 7, Warszawa-Wiesbaden, 2001, s. 141–168.
- S. Jakobielski, The Monastery in Old Dongola: Excavation of the North-Western Annexe 1998-2002, „Gdansk Archaeological Museum African Reports”, 2005.
- S. Jakobielski, Old Dongola, Fieldwork 2004, „Polish Archaeology in the Mediterranean”, 2006.
- S. Jakobielski, Nubian Scenes of Protection from Faras as an Aid to Dating, „Études et Travaux”, 2007.
- S. Jakobielski, Old Dongola Fieldwork – Seasons 2005/2006 and 2006, „Polish Archaeology in Mediterranean” 2008.